# Fridolin Stucki

Fridolin Stucki (1971)

Fridolin «Fritz» Stucki (* 5. Januar 1913 in Netstal; † 2. März 1996 ebenda; reformiert, heimatberechtigt in Netstal und Dürnten) war ein Schweizer Politiker (DP/SVP).

## Biografie
Fridolin Stucki, Sohn des Lehrers Julius Stucki und der Elisa Augusta geborene Leuzinger, absolvierte die Matura am Kantonalen Literaturgymnasium in Zürich, studierte Geschichte an den Universitäten Zürich und Paris und promovierte 1935 in Zürich. Ein Jahr darauf legte Stucki das Staatsexamen als Gymnasiallehrer ab, anschliessend unterrichtete er stellvertretend an der Kantonsschule Solothurn. 1941 erfolgte seine Wahl zum Verhörrichter des Kantons Glarus, ein Amt, das er bis 1952 ausübte. Von 1952 bis 1965 war er Redaktor der Glarner Nachrichten.
Fridolin Stucki – er trat der Demokratischen Partei bei – gehörte ab 1944 dem Glarner Landrat an, 1952 wechselte er in den Regierungsrat von Glarus, in dem er bis 1965 sowie von 1970 bis zu seinem Ausscheiden 1973 dem Erziehungsdepartement, dazwischen dem Polizeidepartement vorstand. Zusätzlich hatte er 1962 das Amt des Landesstatthalters, ab 1968 jenes des Glarner Landammanns inne. 1962 wurde er in den Ständerat gewählt, gehörte dort zunächst der demokratischen Fraktion, ab 1971 der Fraktion der Schweizerischen Volkspartei an. Stucki fungierte als Präsident der Militärkommission sowie unter anderem als Mitglied der Aussenwirtschaftskommission und der Kommission zur Totalrevision der Bundesverfassung. Darüber hinaus war Stucki von 1966 bis 1968 und 1975 bis 1978 Mitglied der schweizerischen Delegation des Europarats. 1978 schied er aus dem Ständerat aus.
Stuckis Engagement galt auch sozialen und kulturellen Anliegen. Er trat als Verfasser zahlreicher Beiträge zur Glarner Geschichte hervor und bearbeitete die Rechtsquellen des Kantons Glarus, 5 Bände, erschienen 1983 bis 1985. Stucki erhielt 1984 den Kulturpreis des Landes Glarus, 1988 die juristische Ehrendoktorwürde der Universität Zürich.
Fridolin Stucki heiratete 1939 Heidi, die Tochter des Kaufmanns Albert Jost. Er verstarb 1996 83-jährig in Netstal.